# Days of the New
I Days of the New sono un gruppo musicale statunitense di genere rock, originario di Charlestown (Indiana) e attivo dal 1995.

## Storia del gruppo
La formazione del gruppo prevede la presenza del cantante e chitarrista Travis Meeks e di una serie di musicisti di supporto, cambiati nel corso della storia della band.
Il gruppo ha iniziato la sua attività come trio col nome Dead Reckoning formato da Meeks, Matt Taul e Jesse Vest.
Hanno fatto parte del gruppo anche il bassista Mike Starr nel 2011 (anno della sua morte) e la cantante Nicole Scherzinger, come corista nel periodo 1999-2000.
I brani più conosciuti del gruppo sono Touch, Peel and Stand, The Down Town, Shelf in the Room e Enemy.

## Discografia

### Album in studio
- 1997 - Days of the New
- 1999 - Days of the New
- 2001 - Days of the New

### Album live
- 2004 - Days of the New: Live Bootleg

### Raccolte
- 2008 - Days of the New: The Definitive Collection